# Mnesipenthe cretes
Mnesipenthe cretes är en fjärilsart som beskrevs av Druce 1907. Mnesipenthe cretes ingår i släktet Mnesipenthe och familjen mätare. Inga underarter finns listade i Catalogue of Life.